# Lgota Wielka (Łódź)

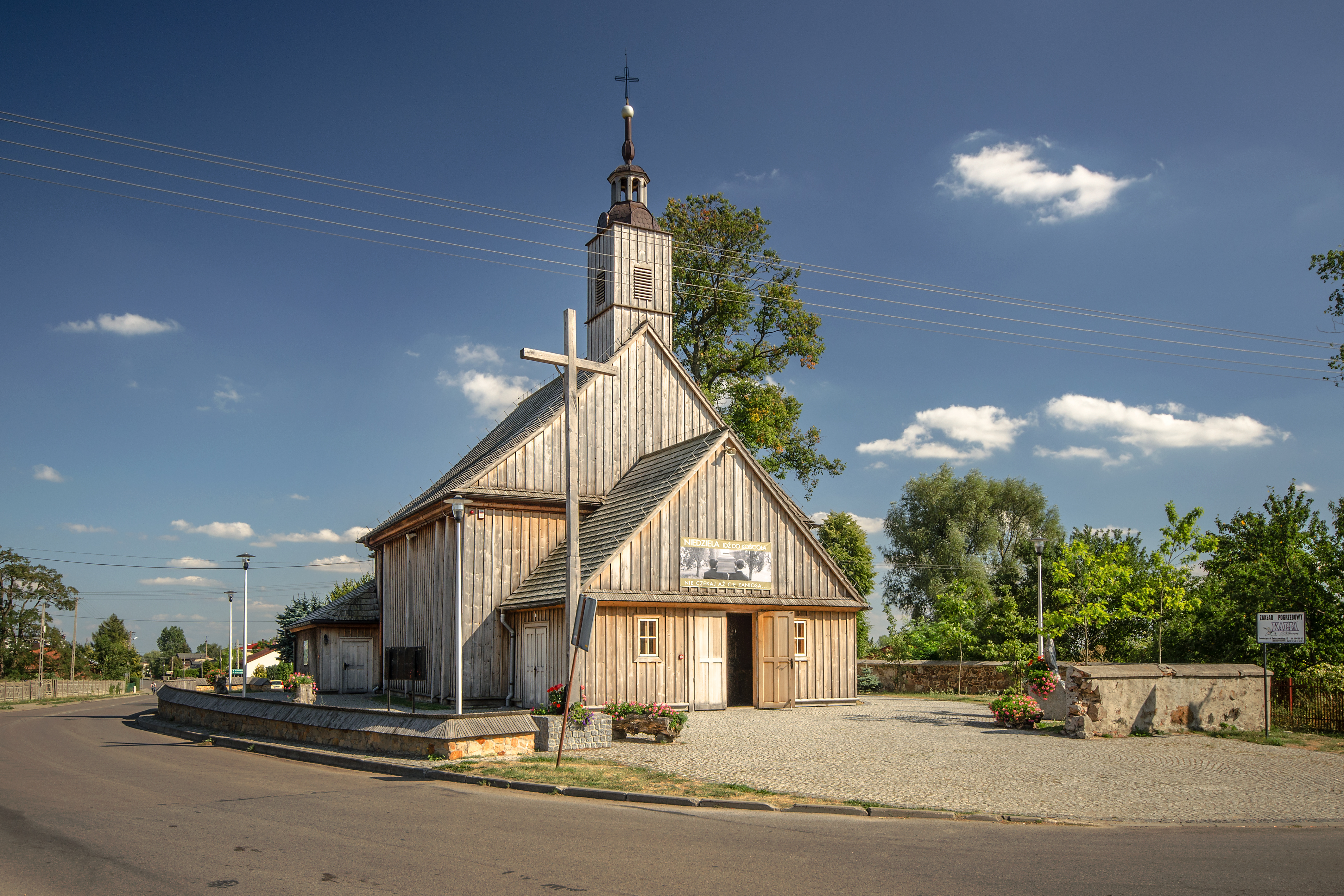
Monument in het dorp

Lgota Wielka is een dorp in het Poolse woiwodschap Łódź, in het district Radomszczański. De plaats maakt deel uit van de gemeente Lgota Wielka en telt 636 inwoners.